# Iasa
Iasa a Csillagok háborúja elképzelt univerzumának egyik szereplője.

## Leírása
Iasa a dzsava fajhoz tartozó férfi, aki a galaktikus polgárháború alatt a Tatuinon élt.
Szemszíne sárga. Abba a klánba tartozik, amelynek törzsfőnöke Kalit. További klántársai Aved Luun sámánnő és Thedit.

## Élete
Mielőtt Kalit törzsfőnök ismeretlen okokból elhagyta a homokkúszóját és párját, Aved Luun sámánnőt, Iasára, a legjobb barátjára bízta ezeket. Mikor Kalit visszatért, látta, hogy Iasa elköltötte a kreditjeit, a homokkúszóját pedig eladta. Aved Luunt sehol sem találta.
0 BBY-ben, amikor Luke Skywalker, Obi-Wan Kenobi, R2-D2 és C-3PO megérkeznek a Mos Eisley űrkikötőben levő Chalmun kantinhoz, Iasa odamegy az ifjú Skywalker X-34 landspeeder-jéhez, de Luke elkergeti őt onnan.

## Megjelenése a filmekben
Ezt a dzsavát az „Egy új remény” című filmben láthatjuk először.

### Fordítás
- Ez a szócikk részben vagy egészben az Iasa című Wookieepedia-szócikk fordítása. Az eredeti cikk szerkesztőit annak laptörténete sorolja fel.